# Kaňovice (Zlín)
Kaňovice é uma comuna checa localizada na região de Zlín, distrito de Zlín.